# Funcție absolut integrabilă
În matematică, o funcție absolut integrabilă este o funcție a cărei valoare absolută este integrabilă, ceea ce înseamnă că integrala valorii absolute pe întregul domeniu este finită.

## Definiție
Funcția {\displaystyle f\,:\,\mathbb {R} \rightarrow \mathbb {C} } se numește absolut integrabilă dacă integrala {\displaystyle \int \limits _{-\infty }^{\infty }|f(x)|dx} este convergentă.
Pentru o funcție reală, deoarece
{\displaystyle \int |f(x)|dx=\int f^{+}(x)dx+\int f^{-}(x)dx}
unde
{\displaystyle f^{+}(x)=\max(f(x),0),\ \ \ f^{-}(x)=\max(-f(x),0),}
ambele {\displaystyle \int f^{+}(x)dx} și {\displaystyle \int f^{-}(x)dx} trebuie să fie finite la integrarea Lebesgue. Aceasta este exact cerința ca orice funcție măsurabilă f să fie considerată integrabilă, iar atunci integrala este {\displaystyle \int f^{+}(x)dx-\int f^{-}(x)dx}, astfel încât, de fapt, „absolut integrabil” înseamnă același lucru cu „integrabil Lebesgue” pentru funcții măsurabile.
Același lucru este valabil și pentru o funcție complexă. Definind:
{\displaystyle f^{+}(x)=\max(\Re f(x),0)}
{\displaystyle f^{-}(x)=\max(-\Re f(x),0)}
{\displaystyle f^{+i}(x)=\max(\Im f(x),0)}
{\displaystyle f^{-i}(x)=\max(-\Im f(x),0)}
unde {\displaystyle \Re f(x)} și {\displaystyle \Im f(x)} sunt partea reală, respectiv cea imaginară a {\displaystyle f(x)}. Atunci
{\displaystyle |f(x)|\leq f^{+}(x)+f^{-}(x)+f^{+i}(x)+f^{-i}(x)\leq {\sqrt {2}}\,|f(x)|}
deci
{\displaystyle \int |f(x)|dx\leq \int f^{+}(x)dx+\int f^{-}(x)dx+\int f^{+i}(x)dx+\int f^{-i}(x)dx\leq {\sqrt {2}}\int |f(x)|dx}
Aceasta arată că suma celor patru integrale (la mijloc) este finită dacă și numai dacă integrala valorii absolute este finită, iar funcția este integrabilă Lebesgue numai dacă toate cele patru integrale sunt finite. Deci, având o integrală finită a valorii absolute este echivalent cu condițiile pentru ca funcția să fie „integrabilă Lebesgue”.